# Стара скупщина (Сърбия)
Старата скупщина на Сърбия се намира в Крагуевац - нейната стара столица в Шумадия, до 1841 г.
Сградата на старата скупщина е в двора на старата църква в Крагуевац. Построена е през 1859 г. на мястото, където са се провеждали до 1841 г. парламентарните заседания на импровизираното народно събрание.
До Берлинския конгрес, на който Княжество Сърбия получава независимост, в Старата скупщина се провеждат заседания на сръбския парламент, на които се приемат актове с важно политическо и/или културно значение за сръбския народ.